# OSS Browser
OSS Browser або Nokia OSS - мобільний браузер з відкритим кодом для смартфонів на платформі Symbian S60. Вебоглядач розроблений фінською компанією Nokia.

## Перша версія OSS-браузера

##### Підтримувані стандарти
В першій версії OSS Browser підтримується HTML 4.01, CSS 1 і 2, RSS (перша версія), JavaScript 1.5. Повною мірою здійснена інтеграція з операційною системою, браузер вміє працювати з VPN-з'єднаннями, підтримує всі стандартні схеми шифрування. За рахунок реалізації Plug-In-модулів у браузері можна переглядати SWF-файли (Lite 1.1), а також програвати всі музичні файли підтримуваних форматів на рівні ОС (починаючи з WAV і MP3, закінчуючи eAAC +). Програється мелодія тільки для відкритого вікна.
У JavaScripts варто відзначити повноцінну підтримку AJAX-додатків, що дозволяє працювати з багатьма мережевими сервісами, наприклад, Google Maps.
Браузер підтримує протоколи HTTP/HTTPS, URI mailto, rtsp, tel і wtai, а також може показувати локальні файли і каталоги (file://).

##### Підключення
У налаштуваннях браузера можна вказати домашню сторінку, а також тип підключення і конкретне з'єднання. Крім стали стандартними GPRS-WAP, GRPS-Internet, 3G, підтримується і WLAN (WiFi-підключення, якщо апарат їм оснащений). До недоліків варто віднести те, що при запуску браузера він в будь-якому випадку просить підтвердити з'єднання з сервером. Для WiFi додатково здійснюється пошук доступних мереж, що збільшує час доступу.

##### Інтерфейс
Браузер підтримує до 5 одночасно відкритих вікон, перемикатися між ними можна з контекстного меню або натиснувши на клавішу 5, тоді ви побачите список всіх вікон. До недоліків відноситься той факт, що довільно відкрити посилання в новому вікні можна. Тобто користувач обмежений тільки тими посиланнями, які спочатку відкриваються в новому вікні, що незручно.

##### Менеджер завантажень
Більшою мірою менеджер завантажень відноситься до операційної системи, ніж до браузеру, хоча розробники і створили доступ до нього. При натисканні на посилання, що веде на файл у вікні браузера, система визначає тип файлу. Якщо це програма, то після завантаження автоматично починається її інсталяція, якщо мультимедіа файл, то можливі варіанти.

## Друга версія OSS-браузера
OSS Browser 2.0 поставляється тільки зі смартфонами S60 3d Edition Feature Pack 1, цей браузер єдиний, більше немає суміші з двох різних програм. Встановити браузер на попередні моделі (наприклад, на чисте третє видання) не можна. Виробник свідомо відмовився від підтримки старих моделей, так як це збільшило б цикл розробки браузера, тестування на сумісність.

##### WAP
У першій версії браузера не було підтримки перегляду wap-ресурсів, як першої, так і другий версій, доводилося використовувати вбудований, старий браузер. У другій версії підтримуються всі стандарти, немає необхідності в додаткових програмах.

##### Менеджер паролів
Для окремих сторінок можливе збереження імені користувача і пароля, подальша їх автоматична підстановка. Це різко покращує можливості браузера при роботі з безкоштовними поштовими клієнтами в мережі.

##### RSS
На додаток до підтримки RSS 1.0 і 2.0 з'явилася підтримка каналів Atom. Можна встановити для всіх каналів інтервал оновлення, тоді вони будуть оновлюватися автоматично.На сторінці браузер автоматично визначає наявність каналу і тоді пропонує підписатися на нього.